# Eugenia fleuryi
Eugenia fleuryi là một loài thực vật có hoa trong Họ Đào kim nương. Loài này được A.Chev. mô tả khoa học đầu tiên năm 1917.